# Desembocadura del río Biobío
La desembocadura del río Biobío es el lugar comprendido entre las comunas de San Pedro de la Paz, Hualpén y Concepción, en el Gran Concepción, Chile, en que el río Biobío desemboca en el océano Pacífico.

## Humedal desembocadura del río Biobío

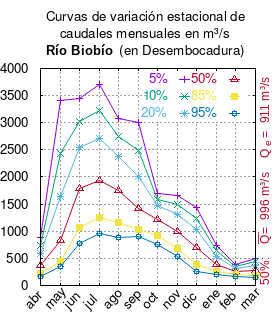
Caudal del río en su desembocadura

En mayo de 2023, el humedal de la desembocadura fue declarado Santuario de la Naturaleza, cubriendo así 2174 hectáreas de biodiversidad protegida, que incluye 140 especies de aves, 71 especies nativas de flora, peces, anfibios y reptiles nativos con alto endemismo.